# Amstelrust
Amstelrust is sinds de 17e eeuw een hofstede in Amsterdam aan de Amsteldijk 319, iets ten zuiden van de Rozenoordbrug en is een rijksmonument. Het Toegangshek Amstelrust is apart als rijksmonument ingedeeld.

## Geschiedenis
Omstreeks 1724 werd deze buitenplaats gebouwd in opdracht van Jan Steur. Die overleed in 1728, waarna het huis toeviel aan zijn erfgenamen. Deze verkochten het huis met bijbehorend park in 1730. De latere eigenaar, Arnoldus Ameshoff, bepaalde in zijn testament uit 1782 dat er Amstelrust tot dertig jaar na zijn dood niet verbouwd of gesloopt mocht worden. Bij overtreding hiervan door zijn erven moest er 15.000 gulden aan de armen van Amsterdam gegeven worden. Dit heeft er waarschijnlijk toe geleid dat dit huis in de oorspronkelijke staat behouden is.
De buitenplaats ging in de negentiende eeuw in verschillende handen over en raakte aan het begin van de twintigste eeuw in verval. Na de Tweede Wereldoorlog, waarin de woning door een Duitse Ortskommandant werd bewoond, werd het pand gerestaureerd en de tuin opgeknapt.
Nadat de gemeente Amsterdam eigenaar van het landgoed was geworden, ging een groot gedeelte van het park op in het aanliggende Amstelpark, waar in 1972 de Floriade werd gehouden. Het huis en de daarbij horende koetshuis en een gedeelte van de tuin werden hiervan afgesplitst en bleven in particuliere handen.
Het landgoed bestond oorspronkelijk uit het herenhuis zelf, koetshuis, stalling, tuinmanswoning, oranjerie, theekoepel, menagerie en siertuin met moes- en broeituinen.

## Bouwstijl
Het eerste Huis Amstelrust werd gebouwd door architect Adriaan Dortsman. Dit huis werd in 1724 afgebroken en/of grondig vernieuwd. Het tegenwoordige, nu nagenoeg vierkante, landhuis werd in de eerste helft van de 19e eeuw grondig verbouwd in empirestijl en heeft een door vier schoorstenen bekroond schilddak, gootlijsten met consoles, een voorgevel voorzien van middenrisaliet en hoeklisenen deuromlijsting en dakkapel. Het interieur is na de Tweede Wereldoorlog geheel vernieuwd, met zelfs een lift erbij.

## Tuin
Het ontwerp voor de tuin was in eerste instantie een formele tuin ten zuiden en ten westen van het huis, zoals toen gebruikelijk. Nadien werden stukken van deze tuin verkocht en werd er een meer landschappelijke tuin aangelegd. Na de aanleg van het Floriadepark stond Amstelrust grond af aan het Floriadepark ten behoeve van de grote vijver in dit park. Het terrein van Amstelrust werd hierdoor ongeveer gehalveerd.

## Heden
Het gebouw bestaat nog steeds en is zichtbaar vanaf de weg die langs de Amstel loopt en is niet te bezichtigen door het publiek. Anno 2022 stond het huis met het verbouwde 18e-eeuwse, classicistische koetshuis te koop op circa 5,5 ha grond.

## Varia
Tuinarchitect Leonard Springer heeft zijn leerschool gehad op Amstelrust, waar hij in 1870 een opleiding kreeg bij de daar gevestigde tuinkwekerij De Tuinbouw.

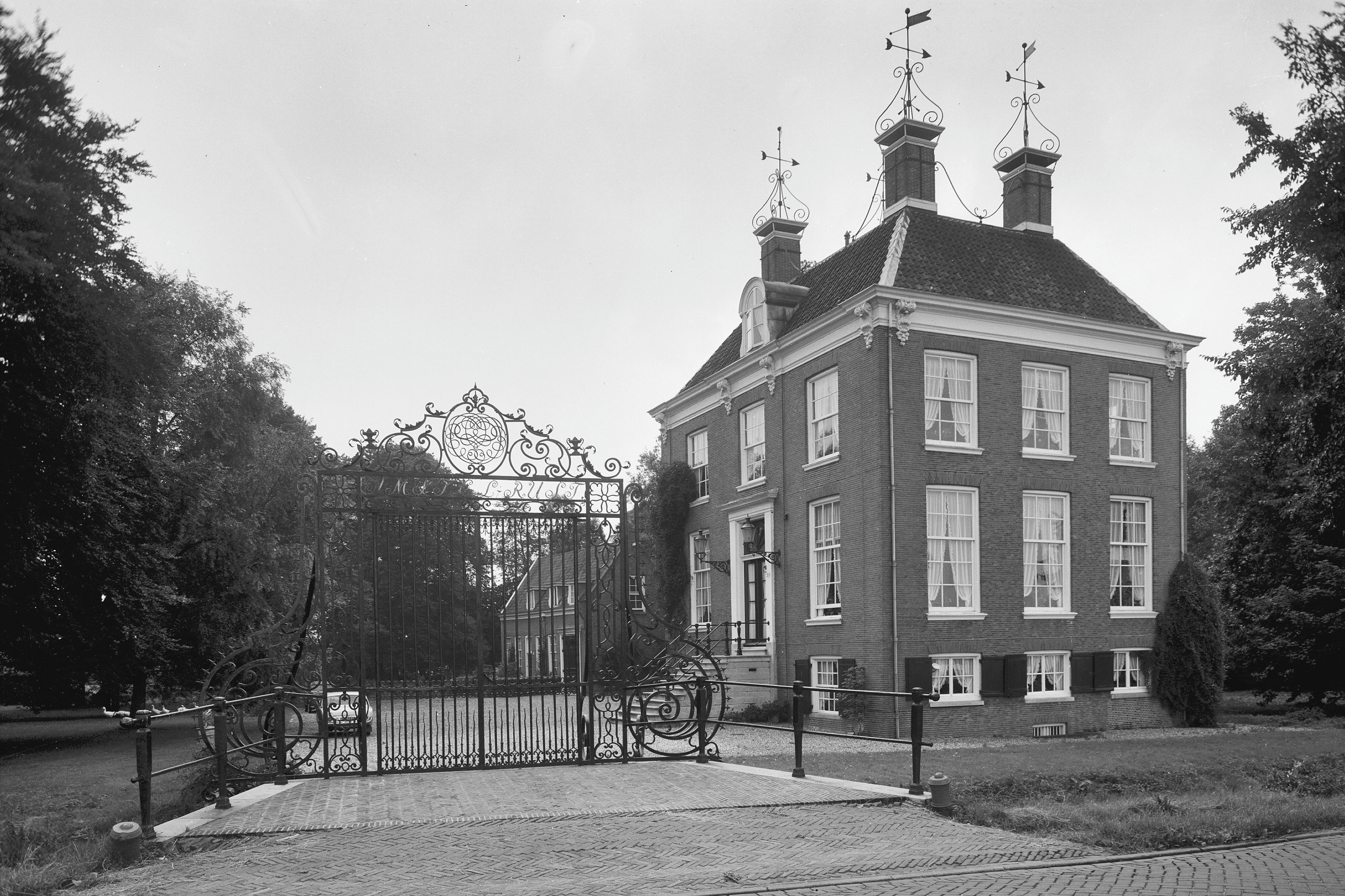
Hek en huis in 1965
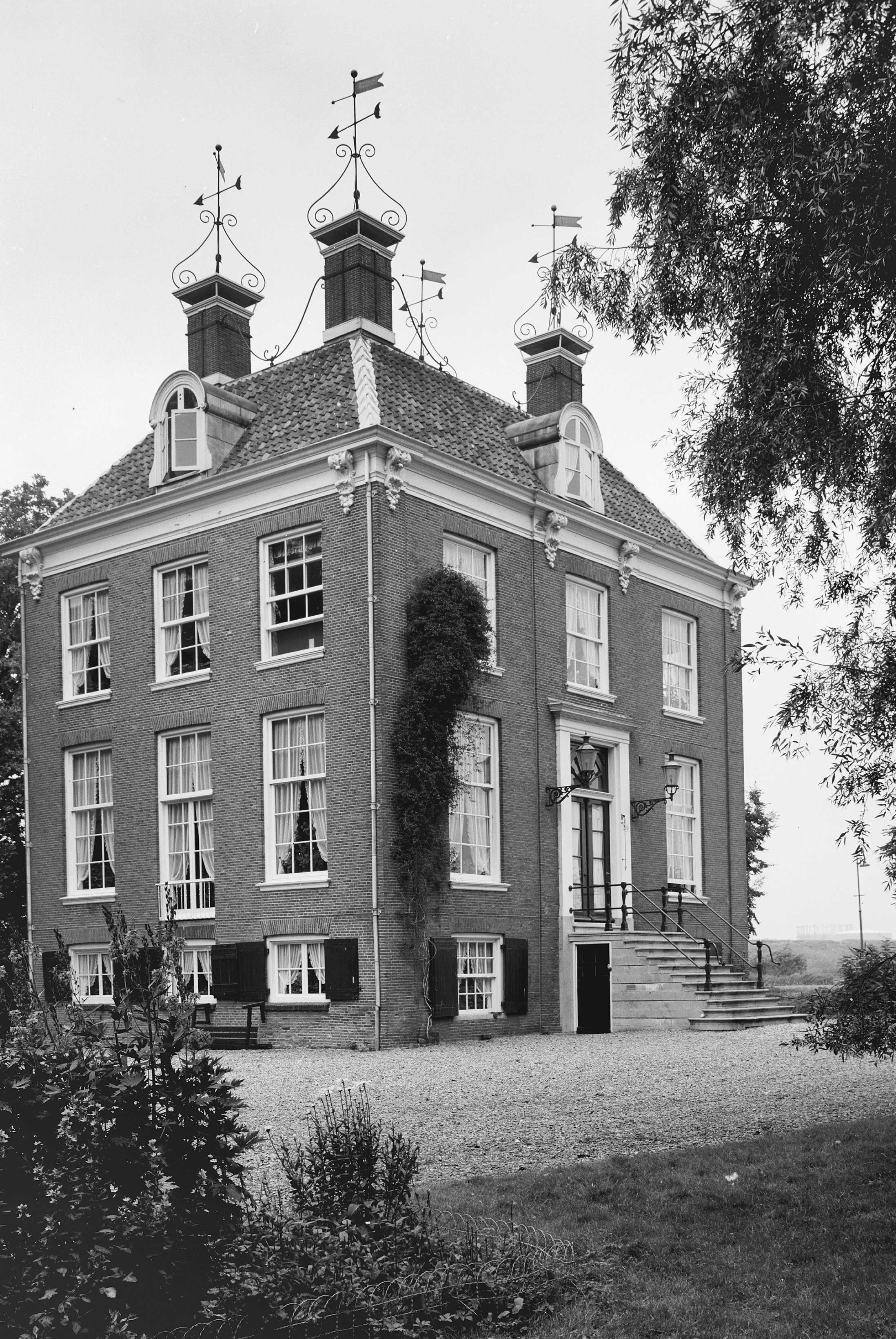
Entree huis in 1965
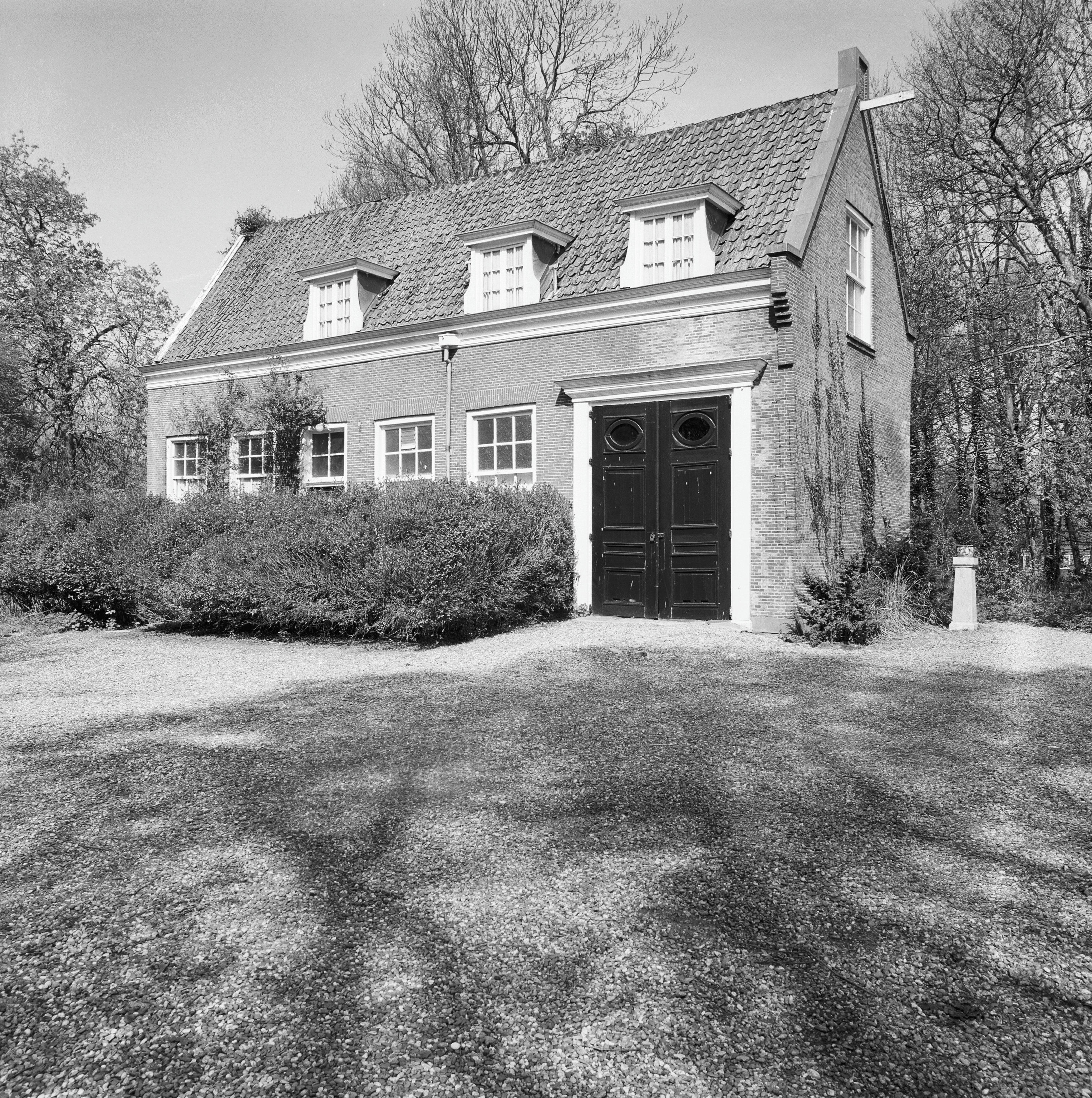
Voor- en rechter zijgevel Koetshuis in 1984
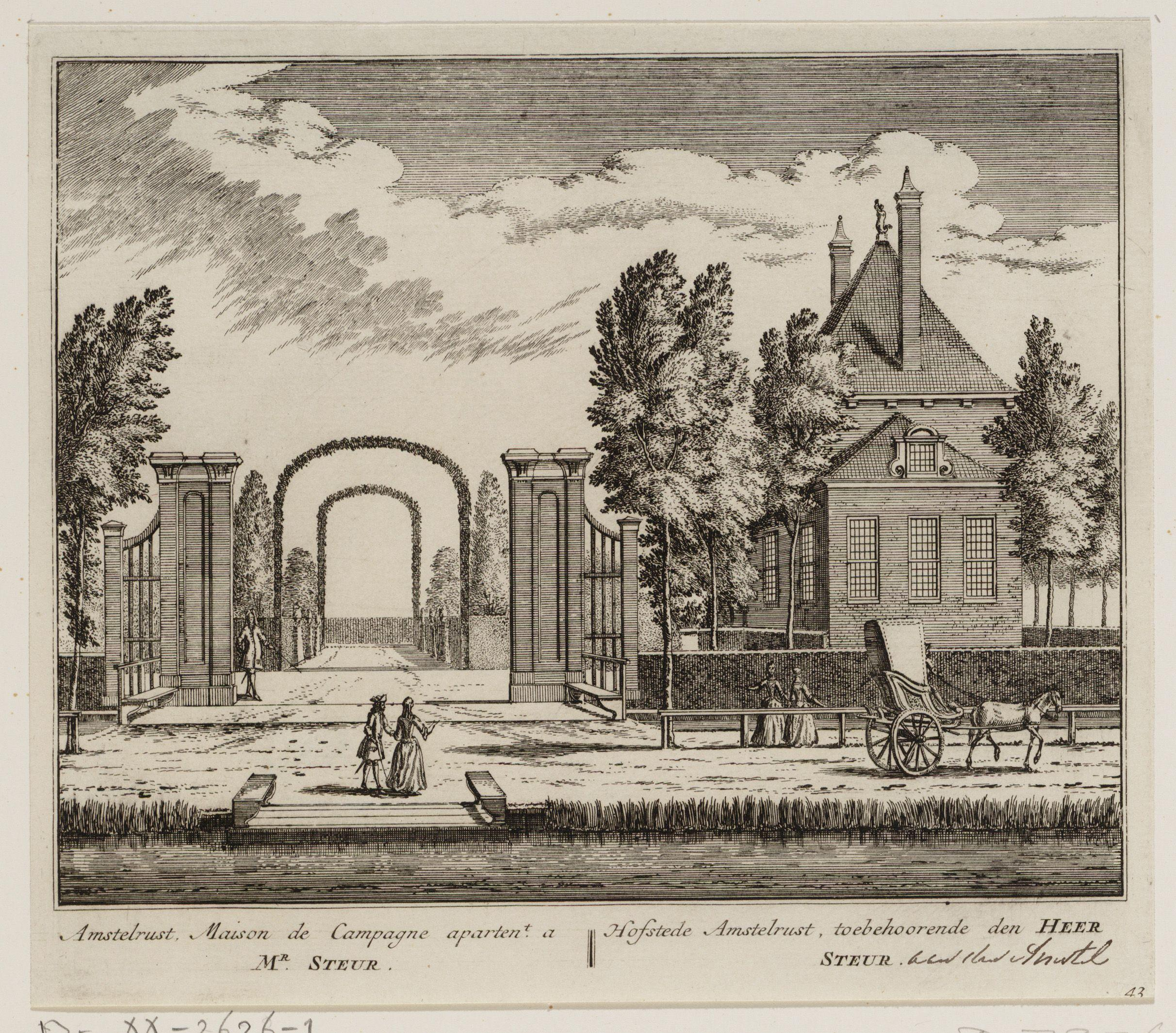
Amstelrust anno 1730
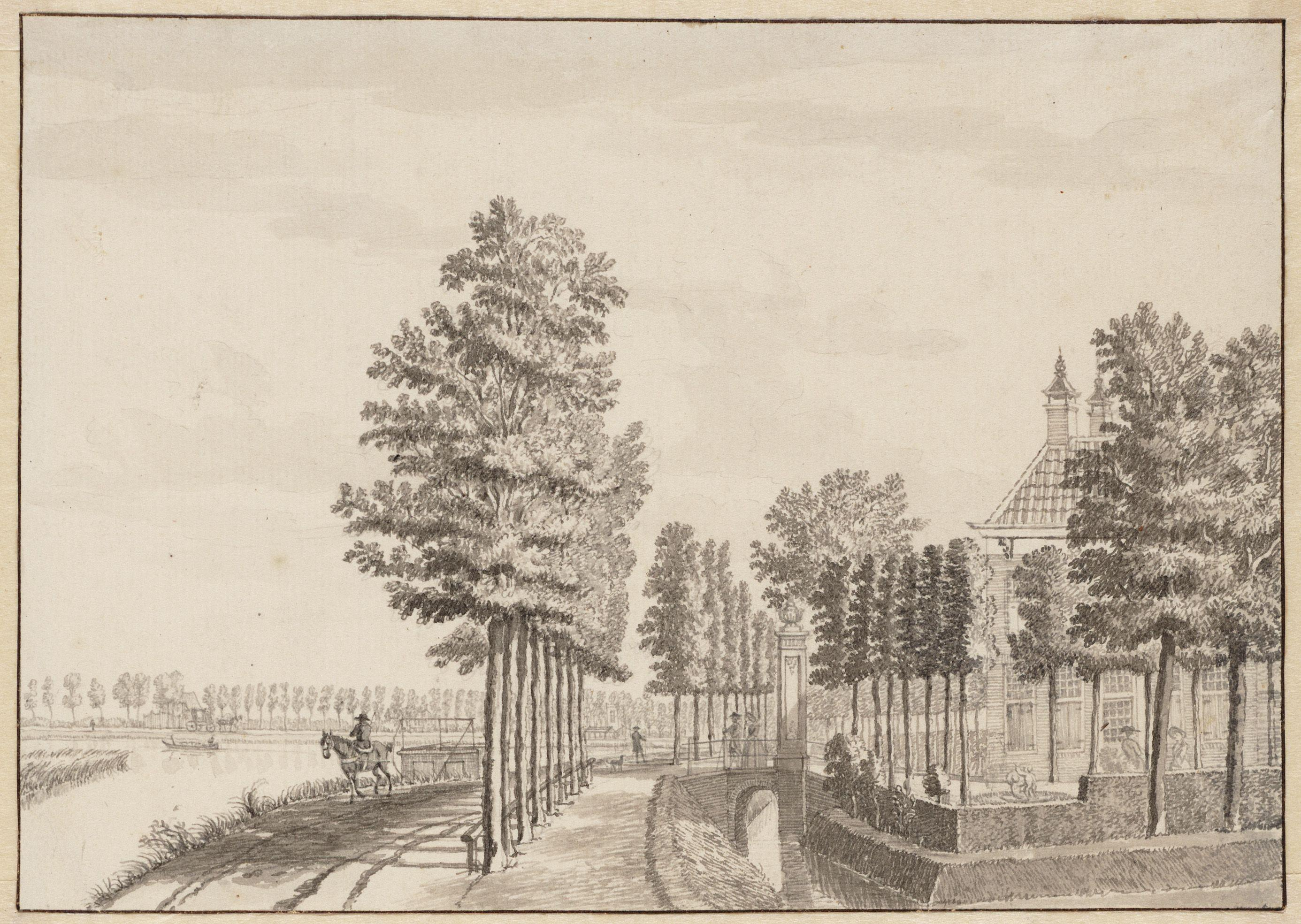
Amstelrust anno 1750
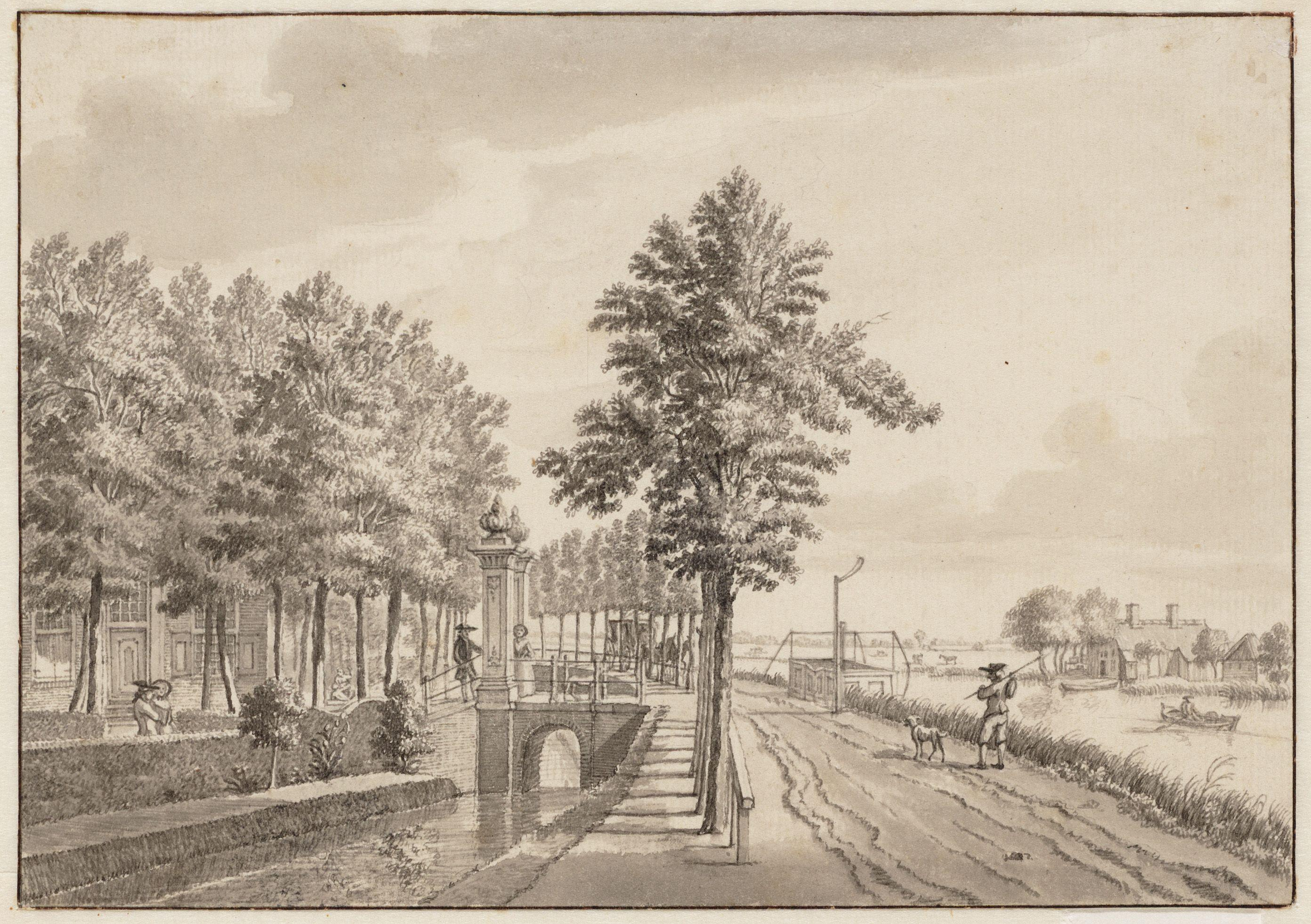
Amstelrust anno 1750